# Diacrítics del grec
L'alfabet grec original no tenia cap signe diacrític, ja que durant segles només s'escrivia amb majúscules. Els signes diacrítics, però, varen aparèixer durant el període hel·lenístic i ja van estandarditzar-se a l'edat mitjana, a partir del segle ix. El grec, tant l'antic com el modern, tal com s'escriu avui dia no és sinó el resultat de molts segles d'evolució.

## Evolució històrica
L'alfabet grec ja es troba escrit des del segle viii aC. Fins al 403 aC les lletres gregues, que només existien en majúscules, s'escrivien de diferent maneres depenent de les regions i les ciutats. A partir del 403 els atenesos van decidir de fer servir una versió de l'alfabet jònic que va enriquir-se al mateix temps i, sobretot, va imposar-se a la resta del món grec, bo i escombrant més o menys ràpid la resta d'alfabets, els anomenats epicòrics. El model jònic, tanmateix, també s'escrivia només en majúscules.
És durant el període hel·lenístic que Aristòfanes de Bizanci va «inventar» els esperits, unes marques d'aspiració (l'aspiració ja es feia marcar en algunes inscripcions, potser no pas amb signes diacrítics, però sí amb lletres plenes o modificades) i els accents, i de seguida llur ús va començar a popularitzar-se, fins que es va perfeccionar finalment a l'edat mitjana. Tot i que cal esperar al segle ii perquè els accents i els esperits apareguin esporàdicament als papirs.
El segle ix, la puntuació, les minúscules (que formaven un conjunt der formes en cursiva i de reduccions de majúscules) i els signes diacrítics ja es feien servir sistemàticament i àdhuc els manuscrits més antics van ser corregits. La impremta, més endavant, va accelerar el procés de normalització ortogràfica.
Tanmateix, el 1982, l'antic sistema, anomenat politònic, que havia mantingut signes que eren inútils des de feia molt de temps, va simplificar-se en l'anomenat sistema monotònic, que és l'actual sistema oficial a Grècia.

## Sistema politònic
Els diacrítics que fornien el grec antic eren molt més nombrosos que no pas els del grec modern. S'anomena 'sistema politònic' (en grec: πολυτονικὸν σύστημα) el conjunt de regles d'ús dels diacrítics de la llengua antiga: efectivament, aquesta llengua es caracteritzava per l'existència de tres accents per marcar les modulacions, per això s'anomena politònic: de diferents entonacions.

### Esperits
Els esperits són dos signes que apareixen al principi de tota paraula començada amb vocal o amb ρ. L'esperit suau (᾿) és mut, mentre que l'esperit aspre (῾) marca una aspiració inicial, com la hac anglesa o alemanya. És un fonema, ja que té valor distintiu: ὥρα (estació de l'any, hora), ὤρα (cura). L'esperit aspre es transcriu en llatí amb hac, que es conserva en català: hora.
Es col·loquen:
- Damunt la lletra corresponent si és minúscula i al davant quan és majúscula: ἀγαθός Ἑλλάς
- Sempre en la vocal inicial d'un mot, excepte en cas de diftong, en què es col·loca sobre la segona vocal: ἁρμονία οὐ
- La ρ inicial també porta esperit aspre i el dígraf ρρ intervocàlic pot dur-ne opcionalment: ῥυθμός ἄρῥυθμος

No s'ha de confondre l'esperit amb l'accent, malgrat que tots dos poden anar sobre la mateixa lletra. Els esperits s'escriuen amb un traç corb vertical, de manera semblant a una coma elevada (invertida l'aspre), mentre que els accents són rectes (agut i greu) o horitzontals (el circumflex).
- Esperit suau: ᾿
- Esperit aspre: ῾

#### Esperit aspre
En l'alfabet original que feien servir els atenesos, el fonema [h] quedava representat per la lletra eta (H), qui va donar la hac llatina. A partir de la reforma del 403 aC, va ser el model jònic el que va normalitzar-se i imposar-se a la resta de Grècia, un model en què la mateixa lletra va representar també [ɛː]. Així doncs, una vegada que ja es va popularitzar l'alfabet jònic, no hi havia cap manera de representar el fonema [h] encara que es continués pronunciant en alguns dialectes, com per exemple el jònic àtic d'Atenes i la koiné fins a l'època imperial.
Aristòfanes de Bizanci, al segle iii aC, va sistematitzar l'ús d'una H tallada en dues parts, tot i que ja es podien trobar textos epigràfics anteriors (a la Gran Grècia, a Tàrent i a Heracleia). Aquesta part de H va donar , de vegades L, caràcter de seguida simplificat en  ҅ en els papirs, i ja després en ῾ a partir del segle xii, tot convertint-se en el diacrític aspre. Cal remarcar, però, que en aquella època el fonema [h] ja havia desaparegut del grec: la invenció i la perfeccionació d'aquest diacrític ja inútil no és sinó un arcaisme gramatical excepcional.
L'ús de l'esperit aspre com a diacrític, tanmateix, es limita a les vocals inicials i a la ro a començament de mot, no és possible indicar la presència de [h] a l'interior d'un mot o davant d'una consonant: ὁδός es pronuncia [hodós] (camí, carretera), però en el compost σύνοδος (reunió) no hi ha res que no indiqui que s'ha de dir [sýnhodos]. A la gramàtica grega s'anomenen els substantius que comencen per [h] δασύς [dasýs], és a dir, aspres.
En el dialecte jònic-àtic, el característic d'Atenes (que és l'origen del grec modern), el fonema [r] sempre era sord al començament: ῥόδον (rosa) es pronunciava ['r̥odon] i no pas ['rodon]. Per marcar aquest fenomen, el paper de l'esperit aspre era important: tota ro inicial havia de portar-lo. Això explica, per exemple, per què els mots d'origen grec que començaven per ro s'escriuen en francès amb rh-, a tall d'exemple: rhododendron. Com que hi ha també dialectes amb psilòsia (és a dir, desaparició de l'aspiració), com el cas del dialecte eòlic, característic de Safo de Lesbos, per exemple, les edicions modernes dels textos escrits en aquest dialecte de vegades l'esperit suau pot anar sobre la ro inicial.

#### Esperit suau
Mentre que l'esperit aspre indica la presència d'un fonema, [h], l'esperit suau marca l'absència d'aquest fonema, de fet, no té cap paper, simplement permetre una millor lectura, ja que només les vocals inicials el poden dur, com passa amb l'esperit aspre. En els manuscrits medievals, sovint de lectura difícil, és evident que aquest signe té un paper que no pot ser pas omès.
La invenció de l'esperit suau també s'atribueix a Aristòfanes de Bizanci, tot i que ja existia abans. Es tracta simplement de la inversió de l'esperit aspre: la semi-eta  evolucionada en  ҆ i després en ᾿.
Tret de les edicions franceses, quan dues ros apareixen juntes en un mot, és possible escriure-les ῤῥ, com a πολύῤῥιζος (que té moltes arrels). En una edició francesa, però, el mot s'hauria d'escriure πολύρριζος. Es tracta d'una grafia etimologitzant que es troba sota la forma -rrh- en alguns mots en francès com catarrhe.

#### Ganxo
En casos de contraccions de dues vocals en hiat entre dos mots units pel sentit, la vocal que surt de la fusió de les dues vocals duu un signe idèntic a l'esperit suau (al principi, però, es tractava d'un simple apòstrof), per exemple κορωνίς (ganxo petit). Ja que un esperit només es troba en un mot que comença per vocal, cal no confondre el ganxo amb l'esperit: καὶ ἐγώ (jo també) dona κἀγώ quan es contrauen les vocals.
La contracció es reserva només a unes poques expressions, entre les quals la famosa denominació d'home de bé en grec: καλὸς κἀγαθός, contracció de καλὸς καὶ ἀγαθός (literalment: bonic i bo).
Quan la primera de les dues vocals que es contrauen duu una aspiració, el ganxo és reemplaçat per un esperit aspre: ὁ ἐμός [ho emós] > οὑμός [houmós] (el meu). Si és la segona vocal la que és aspirada i si aquesta aspiració pot indicar-se mitjançant una consonant aspirada, el ganxo no canvia: τῇ ἡμέρᾳ > θἠμέρᾳ (el dia en datiu singular).

### Diftongs i signes de modificació vocàlica

#### Dièresi
Aparegut durant l'edat mitjana, la dièresi (en grec: διαίρεσις) s'escriu sobre una iota o una ípsilon per tal d'indicar que aquestes dues lletres no formen pas el segon element d'un diftong, sinó el començament d'una nova síl·laba, gairebé idèntic al que passa en català (veïna). Només apareix en unes poques paraules, com αὐτή (ella), però ἀϋτή (crit de guerra) o a ῥοΐσκος (gla en forma de magrana que decorava el baix de les túniques dels sacerdots jueus).
En algunes edicions, la dièresi s'omet si la grafia no és ambigua: ἀϋτή també es pot escriure ἀυτή , l'esperit és suficient per indicar l'estatus independent de l'ípsilon.
La dièresi s'empra en un text escrit només en majúscules, contràriament al que passa amb els esperits i els accents, que s'ometen. I mai no es pot col·locar a començament d'un mot.

#### Iota subscrita
La iota subscrita s'escriu sota vocal llarga en minúscula i no es pronuncia: ᾳ, ῃ, ῳ. En majúscules, en canvi, s'escriu tot seguit de la vocal llarga (adscrita) -ΑΙ, ΕΙ, ΟΙ / Αι, Ει, Οι-, però continua sent muda. Es tracta d'un arcaisme gràfic que indica un antic diftong el segon element del qual va deixar de pronunciar-se després de l'època clàssica. De tota manera és important fixar-s'hi perquè sovint és útil per distingir formes diferents (σοφία nominatiu / σοφίᾳ datiu).

### Signes filològics
Alguns signes es fan servir per a fins gramaticals o filològics, per tant només apareixen en obres didàctiques, filològiques o científiques.
És el cas, per exemple, del màcron i del breu (dos diacrítics que daten de l'edat mitjana) que permeten indicar la quantitat de les vocals a, ι, υ. Efectivament, l'escriptura és ambigua, ja que el mateix signe representa dos fonemes. L'alfa, per exemple, pot ser [a] o [a:]. Per tal d'indicar-ne la quantitat, es fa servir ᾱ per a [a:] i ᾰ per a [a].
En les edicions filològiques, les lletres que no tenen una escriptura clara (sovint perquè la font, el manuscrit o el papir s'ha fet malbé i no hi ha cap altra còpia per comparar-lo) s'acompanyen tradicionalment d'un punt subscrit. Heus aquí a tall d'exemple un fragment de Safo de Lesbos del Greek Lyric, Sappho and Alcaeus editat per David A. Campbell (els passatges que manquen es representen per corxets drets, i les lletres que hi ha col·locades són interpretades, el punt sol indica la presència d'una lletra il·legible):
]ανάγα̣[
]. [ ]εμνάσεσθ’ ἀ[
κ]αὶ γὰρ ἄμμες ἐν νεό[τατι
ταῦ̣τ̣’ [ἐ]πόημμεν·
πό̣λ̣λ̣α̣ [μ]ὲν γὰρ καὶ κά[λα
. . .η̣. [ ]μεν, πολι[
ἀ]μμε̣[. ]ὀ[ξ]είαις δ̣[
 
Papir d'Oxirrinque 1231, fragment 13 + 2166(a)7a

### Accents tònics
En grec gairebé tots els mots porten un accent gràfic, llevat dels proclítics i enclítics. Hi ha tres tipus d'accent: agut (´), greu (`) i circumflex (῀):
 accent agut
 accent greu
 accent circumflex
De manera simplificada es pot explicar així:
- L'accent grec no indica la intensitat sinó una elevació (i descens) del to.
- L'accent agut marca una pujada del to. Pot anar sobre una vocal breu, llarga o diftong situada en una de les tres darreres síl·labes de la paraula. Per exemple: ἄνθρωπος, ἡμήρα, καλοί.
- L'accent greu és en realitat una variant de l'agut que s'utilitza només en l'última síl·laba quan la paraula següent és tònica per assenyalar que l'accent agut ha estat neutralitzat. Per exemple: καλός ἐστιν però καλὸς καὶ ἀγαθός ἐστιν.
- L'accent circumflex indica una elevació seguida d'una davallada del to. Es posa tan sols sobre una vocal llarga o diftong situada en una de les dues darreres síl·labes de la paraula. Per exemple: δῆμος, Ἀθηνᾶ.

Pel que fa a la seva posició s'ha de tenir en compte:
- S'escriuen damunt la vocal de la síl·laba tònica si és minúscula i al davant quan és majúscula: πόλις Ἄρτεμις
- En cas de diftong l'accent va sobre la segona vocal: Ἀχιλλεύς
- Si coincideix amb l'esperit a la mateixa vocal cal tenir en compte que l'accent agut es posa rere l'esperit i el circumflex al damunt: Ἕκτωρ οἶκος
- En un text escrit tot en majúscules els accents, com els esperits, s'ometen.

#### Apòstrof i modificació dels diacrítics en cas d'elisió o de contracció
En cas d'elisió -simple o afèresi per elisió inversa- la lletra elidida podia dur un accent (però no pas un esperit: no s'elideixen les vocals soles, com l'article ὁ o el pronom relatiu ὅ).
- Elisió simple: la vocal elidida es reemplaça per un apòstrof. Cal tenir en compte la natura del mot que s'ha d'elidir:
  - Preposicions i conjuncions bisil·làbiques, monosíl·labs tònics: l'accent desapareix, per exemple μετὰ δέ + ἡμῶν > μετὰ δ’ ἡμῶν (amb nosaltres), ἀλλά + ἐγώ >  ἀλλ’ ἐγώ (però jo).
  - Mot polisil·làbic que duu un accent agut al final: l'accent agut es desplaça a la penúltima síl·laba. πολλά + εἶδον > πόλλ’ εἶδον (he vist moltes coses).
- Afèresi per elisió inversa: l'ús més freqüent consisteix a reemplaçar la vocal elidida per un apòstrof mentre que l'accent es manté: ὦ ἄναξ > ὦ ’ναξ (oh rei!). En algunes edicions, de manera més rara, l'accent es conserva, tot i que no té cap valor: ὦ ῎ναξ.

Quan dos mots s'uneixen mitjançant contracció, cal tenir en compte el segon mot:
- Si és un proclític, el resultat de la contracció és àton: καὶ οὐ > κοὐ (i no pas).
- Si duu un accent agut a la penúltima vocal, la contracció duu sovint un circumflex: τὰ ἄλλα > τἆλλα (els altres).
- En altres casos, l'accent del segon mot es manté: ὦ ἄνθρωπε > ὤνθρωπε (oh home!).

També cal tenir en compte que el resultat d'una contracció ha de dur un ganxo o un esperit aspre.

## Sistema monotònic
Al llarg de la història, la llengua grega no ha deixat d'evolucionar. A partir de la koiné l'accent va esdevenir només d'intensitat, la consonant hac [h] va perdre's (psilòsia) i la iota subscrita muda va quedar completament arcaica, això va provocar que els tres accents, els esperits i la iota subscrita van esdevenir inútils per a la llengua actual, el demòtic i en els usos moderns de la katharévussa encara es pot conservar tots aquests antics diacrítics simplement per tradició.
Tanmateix, va caldre esperar el 1982 perquè el govern grec acceptés per decret el sistema monotònic, on només hi ha un sol tipus d'accent escrit, que assenyala la síl·laba tònica d'un substantiu. Aquest únic accent va escombrar els tres antics accents que tenia el grec, que ja aleshores es confonien i donava lloc a molts errors. L'accent escollit per a la reforma va ser l'accent agut.
El grec modern encara manté la dièresi per desfer ambigüitats: Ευρωπαϊκό (europeu) es pronuncia [evropaikó], i sense dièresi Ευρωπαικό es llegiria [evropekó].
L'accent agut no es fa servir normalment en monosíl·labs, tot i que pot tenir usos realment diacrítics per diferenciar dos homònims, com που (pronom relatiu) i πού (adverbi interrogatiu de lloc: on?).